# Norwich (Kansas)
Norwich es una ciudad ubicada en el condado de Kingman en el estado estadounidense de Kansas. En el año 2010 tenía una población de 491 habitantes y una densidad poblacional de 409,17 personas por km².

## Geografía
Norwich se encuentra ubicada en las coordenadas 37°27′28″N 97°50′50″O / 37.45778, -97.84722 (37.457778, -97.847160).

## Demografía
Según la Oficina del Censo en 2000 los ingresos medios por hogar en la localidad eran de $37,344 y los ingresos medios por familia eran $47,857. Los hombres tenían unos ingresos medios de $39,167 frente a los $25,000 para las mujeres. La renta per cápita para la localidad era de $16,268. Alrededor del 6.8% de la población estaban por debajo del umbral de pobreza.